# Hersilia eloetsensis
Espèce
Hersilia eloetsensis est une espèce d'araignées aranéomorphes de la famille des Hersiliidae.

## Distribution
Cette espèce est endémique de Madagascar.

## Description
Le mâle mesure 4,08 mm.

## Étymologie
Son nom d'espèce, composé de eloets[e] et du suffixe latin -ensis, « qui vit dans, qui habite », lui a été donné en référence au lieu de sa découverte, le village d'Eloetse.

## Publication originale
- Foord & Dippenaar-Schoeman, 2006 : A revision of the Afrotropical species of Hersilia Audouin (Araneae: Hersiliidae). Zootaxa, no 1347, p. 1-92.